# Tejeda de Tiétar
Tejeda de Tiétar est une commune de la province de Cáceres dans la communauté autonome d'Estrémadure en Espagne.